# Хункуда
Хункуда (груз. ხუნკუდა) — село в Грузії.
За даними перепису населення 2014 року в селі проживає 122 особи.